# Roberto Incontri
Roberto Incontri (Milano, 22 febbraio 1957) è un fisioterapista ed ex calciatore italiano, di ruolo portiere.

## Carriera
Ha militato in Serie A nella stagione 1981-1982, come secondo portiere del Milan, vice di Ottorino Piotti. Ha giocato anche in Serie B con Monza, Catanzaro, Sambenedettese e Taranto.
Ha lavorato per alcuni anni nello staff sanitario della Ternana.

## Palmarès

### Competizioni nazionali
- Campionato italiano di Serie B: 1

Milan: 1980-1981

### Competizioni internazionali
- Coppa Mitropa: 1

Milan: 1981-1982